# Ulf Notini
Ulf Gunnar Notini, född 26 mars 1912 i Södertälje stadsförsamling,  död 3 juli 1999 i Danderyds församling, var en svensk bergsingenjör. Han var bror till Stig Notini.
Notini utexaminerades 1936 från Kungliga Tekniska högskolan. Han var 1938–1957 anställd vid Domnarfvets jernverk där han 1941–1947 var chef för den värmetekniska avdelningen. Åren 1958–1977 var han  överingenjör vid Jernkontoret. Han invaldes 1965 som ledamot av Ingenjörsvetenskapsakademien. Notini är gravsatt på Djursholms begravningsplats.